# Willem Janszoon
Willem Janszoon (Amsterdam, 30 novembre 1570 – 1630) è stato un navigatore ed esploratore olandese a cui è attribuita la scoperta dell'Australia: è stato, infatti, il primo europeo a sbarcare sulle coste dell'Australia. Il suo nome è spesso abbreviato in Willem Jansz. (con o senza il punto).
Sul finire del XVI secolo prese servizio nella Compagnia Olandese delle Indie Orientali, imbarcandosi verso il sud-est asiatico. Nel 1605 una spedizione esplorativa lo portò a sbarcare sulla penisola di Capo York in Australia, di cui tracciò la mappa, credendo che si trattasse di una estensione verso sud della Nuova Guinea. Al suo ritorno chiamò il luogo Nuova Zelanda, nome che cadde in disuso, sostituito successivamente con quello di Australia.

## Biografia
Nulla si conosce sui primi anni di vita di Willem Janszoon. Nacque il 30 novembre 1570, forse a Rotterdam nei Paesi Bassi. Le prime notizie riguardano il suo arruolamento nella Oude compagnie, una delle antenate della Compagnia Olandese delle Indie Orientali (Verenigde Oostindische Compagnie o VOC), come ufficiale in seconda della Hollandia, appartenente alla seconda flotta di stanza presso le Indie Orientali Olandesi nel 1598.
Il 5 maggio 1601, si imbarcò nuovamente per le Indie Orientali come capitano della Lam, una delle tre navi della flotta di Joris van Spilbergen.
Janszoon partì nuovamente dall'Olanda verso le Indie Orientali, per la terza volta, il 18 dicembre 1603, come capitano della Duyfken (o Duijfken, vale a dire Piccola colomba), una delle dodici navi della grande flotta di Steven van der Hagen. Una volta nelle Indie, Janszoon fu spedito in ricognizione alla ricerca di nuovi sbocchi commerciali, in particolare nella grande terra di Nuova Guinea e altre terre meridionali e orientali.

### Primo viaggio in Australia (1605-1606)

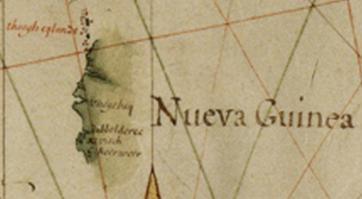
Nuova Guinea sulla mappa dell'Oceano Pacifico di Hessel Gerritszoon del 1622.

Il 18 novembre 1605, la Duyfken navigò da Bantam verso la costa occidentale della Nuova Guinea: Janszoon raggiunse il bordo orientale del Mar degli Alfuri, senza avvistare lo Stretto di Torres, virando nel Golfo di Carpentaria.
Il 26 febbraio 1606, sbarcò sulle rive del fiume Pennefather, che sfocia sulla costa occidentale della Penisola di Capo York nel Queensland, vicino all'attuale città di Weipa: si tratta del primo sbarco documentato di un europeo sul continente australiano.
Janszoon proseguì, disegnando la mappa delle coste australiane per circa 320 km, ritenendole un'estensione verso sud della Nuova Guinea. Trovando la zona paludosa e la gente inospitale (dieci dei suoi uomini vennero uccisi in varie spedizioni lungo la costa), una volta nei pressi di Capo Keerweer (vale a dire Dietrofront), a sud della Baia di Albatross, decise di ritornare, nel giugno del 1606, a Bantam. Ribattezzò la terra appena scoperta Nieu Zelandt in onore della provincia olandese della Zelanda: la denominazione non ebbe successo ma sarebbe stata riutilizzata in seguito da Abel Tasman per designare la Nuova Zelanda.
Durante le sue esplorazioni, la Duyfken navigò le acque dello Stretto di Torres nel marzo del 1606, alcune settimane prima che Luis Váez de Torres lo attraversasse.
Janszoon tornò in Olanda ritenendo che la costa sud della Nuova Guinea fosse unita alla terra che lui aveva esplorato, tanto che le mappe olandesi riprodussero l'errore per molti anni.
Anche se sono state avanzate delle ipotesi che ritengono che, prima ancora, altri navigatori dalla Cina, Francia o Portogallo possano aver scoperto Australia, la Duyfken è stato il primo vascello europeo che in maniera documentata ha toccato il suolo australiano.

### Secondo viaggio in Australia
Janszoon riportò che il 31 luglio 1618 era sbarcato su un'isola a una latitudine di 22° sud, lunga 22 miglia, a circa 240 miglia sud-sudest dello Stretto della Sonda. Il luogo viene generalmente identificato come la descrizione della penisola che va da Punta Cloates (22°43′S 113°40′E) a Capo Nord-Ovest (21°47′S 114°09′E) lungo la costa dell'Australia Occidentale, che Janszoon ritenne erroneamente fosse un'isola, non avendola circumnavigata.

### Vita politica
Janszoon lavorò nelle Indie Orientali Olandesi a più riprese: 1603–11, 1612–16, compreso il periodo in cui fu governatore di Forte Henricus in Solor (Indonesia) e 1618–28, durante il quale fu ammiraglio della flotta olandese e governatore di Banda (1623–27).
Fu premiato, nel 1619, con una catena d'oro del valore di 1,000 fiorini, per aver preso parte alla cattura di quattro navi della Compagnia Inglese delle Indie Orientali, le quali avevano aiutato i giavanesi nella difesa di Batavia, l'attuale Giacarta, contro gli olandesi.
Tornò a Batavia nel giugno del 1627 e subito dopo, in qualità di ammiraglio di una flotta di otto vascelli, si recò in India per una missione diplomatica. Il 4 dicembre 1628, partì verso l'Olanda e, il 16 luglio 1629, riferì sullo stato delle Indie all'Aia. Aveva probabilmente sessant'anni e voleva ritirarsi dopo una vita coronata da successo ma molto faticosa al servizio del suo paese.
Nulla si sa dei suoi ultimi giorni di vita: si ritiene che sia morto nel 1630.

## Documenti

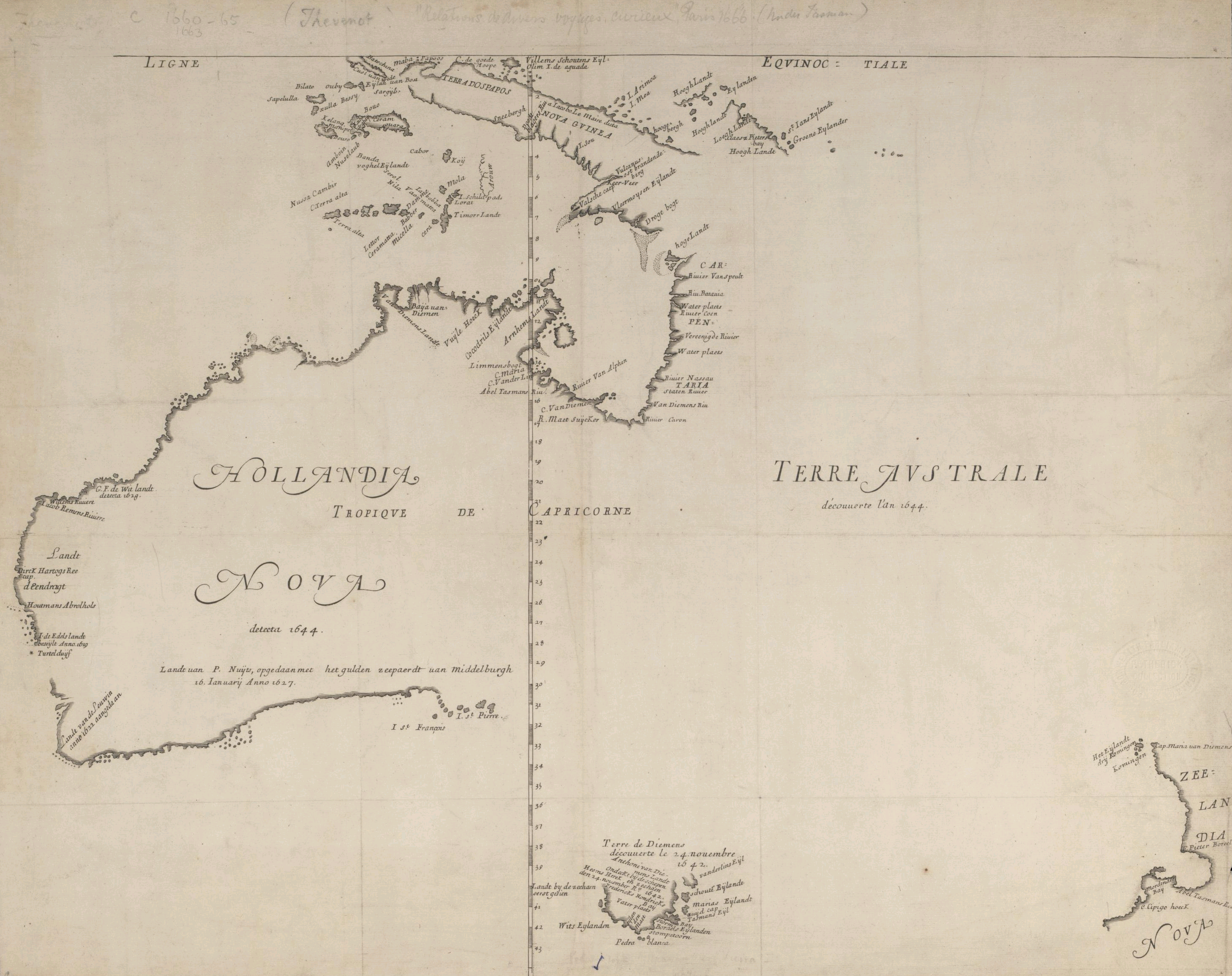
Hollandia Nova, mappa del 1659 tracciata da Joan Blaeu, tratta dal libro Relations de divers voyages curieux di Melchisédech Thévenot nell'edizione del 1663.

Il diario di bordo scritto durante il viaggio di Janszoon del 1606 è andato perduto.
La mappa delle coste australiane disegnata sulla Duyfken, che mostra il luogo del primo sbarco in Australia, ha avuto miglior sorte: essa era ancora disponibile ad Amsterdam quando, nel 1622, Hessel Gerritsz tracciò la Mappa del Pacifico e la piazzò su quella tracciata sulla Duyfken, ottenendo così la prima mappa dell'Australia.
Di quest'ultima, intorno al 1670, venne fatta una copia che andò a finire nella Biblioteca Imperiale di Vienna, dove rimase dimenticata per duecento anni.
La mappa fa parte dell'Atlas Maior di Van der Hem (versione ampliata dell'atlante di Willem Blaeu con l'aggiunta di altre mappe e disegni da parte di Laurens Van der Hem), portato a Vienna nel 1730 dal principe Eugenio di Savoia.